# Pareriesthis bicornuta
Pareriesthis bicornuta är en skalbaggsart som beskrevs av Moser 1918. Pareriesthis bicornuta ingår i släktet Pareriesthis och familjen Melolonthidae. Inga underarter finns listade i Catalogue of Life.